# Mogandé-Peulh
Ne doit pas être confondu avec Mogandé.
Mogandé-Peulh est une localité située dans le département de Bitou de la province du Boulgou dans la région Centre-Est au Burkina Faso.

## Géographie
La commune est traversée par la route nationale 16.

## Démographie
| 2003 | 2006 | 2012 |
| ---- | ---- | ---- |
| 350  | 474  | -    |

## Santé et éducation
Le centre de soins le plus proche de Mogandé-Peulh est le dispensaire de Mogandé tandis que le centre médical (CM) se trouve à Bitou et le centre médical avec antenne chirurgicale (CMA) de la province est à Tenkodogo.
Mogandé-Peulh possède une école primaire publique. 